# Xanthocercis madagascariensis
Xanthocercis madagascariensis är en ärtväxtart som beskrevs av Henri Ernest Baillon. Xanthocercis madagascariensis ingår i släktet Xanthocercis och familjen ärtväxter. IUCN kategoriserar arten globalt som sårbar. Inga underarter finns listade i Catalogue of Life.